# Чемпионат Африки по дзюдо
Чемпионат Африки по дзюдо — континентальное первенство, ежегодного проводимое Африканским союзом дзюдо. Чемпионат проводится с 1994 года. Первый чемпионат Африки прошёл в городе Тунис, столице одноимённого государства.
| Год  | №                   | Дата                        | Город         | Страна     |
| ---- | ------------------- | --------------------------- | ------------- | ---------- |
| 1994 | Чемпионат 1994 года | 1994 год                    | Тунис         | Тунис      |
| 1995 | Чемпионат 1995 года | 1995 год                    | Хараре        | Зимбабве   |
| 1996 | Чемпионат 1996 года | 16—19 мая 1996 года         |               | ЮАР        |
| 1997 | Чемпионат 1997 года | 17—19 июля 1997 года        | Касабланка    | Марокко    |
| 1998 | Чемпионат 1998 года | 23—26 июля 1998 года        | Дакар         | Сенегал    |
| 1999 | Чемпионат 1999 года | 11—14 сентября 1999 года    | Йоханнесбург  | ЮАР        |
| 2000 | Чемпионат 2000 года | 9—12 мая 2000 года          | Алжир         | Алжир      |
| 2001 | Чемпионат 2001 года | 6—9 ноября 2001 года        | Триполи       | Ливия      |
| 2002 | Чемпионат 2002 года | 4—7 октября 2002 года       | Каир          | Египет     |
| 2003 | Чемпионат 2003 года | 2003 год                    | Абуджа        | Нигерия    |
| 2004 | Чемпионат 2004 года | 7—8 мая 2004 года           | Тунис         | Тунис      |
| 2005 | Чемпионат 2005 года | 16—28 мая 2005 года         | Порт-Элизабет | ЮАР        |
| 2006 | Чемпионат 2006 года | 29 мая — 6 июня 2006 года   | Порт-Луи      | Маврикий   |
| 2007 | Чемпионат 2007 года | 12—14 июля 2007 года        | Алжир         | Алжир      |
| 2008 | Чемпионат 2008 года | 15—18 мая 2008 года         | Агадир        | Марокко    |
| 2009 | Чемпионат 2009 года | 30 апреля — 3 мая 2009 года | Порт-Луи      | Маврикий   |
| 2010 | Чемпионат 2010 года | 15—18 апреля 2010 года      | Яунде         | Камерун    |
| 2011 | Чемпионат 2011 года | 14—16 апреля 2011 год       | Дакар         | Сенегал    |
| 2012 | Чемпионат 2012 года | 4—6 апреля 2012 года        | Агадир        | Марокко    |
| 2013 | Чемпионат 2013 года | 18—19 апреля 2013 года      | Мапуту        | Мозамбик   |
| 2014 | Чемпионат 2014 года | 26—27 июня 2014 года        | Порт-Луи      | Маврикий   |
| 2015 | Чемпионат 2015 года | 24—26 апреля 2015 года      | Либревиль     | Габон      |
| 2016 | Чемпионат 2016 года | 8—9 апреля 2016 года        | Тунис         | Тунис      |
| 2017 | Чемпионат 2017 года | 14—15 апреля 2017 года      | Антананариву  | Мадагаскар |
| 2018 | Чемпионат 2018 года | 14—15 апреля 2018 года      | Тунис         | Тунис      |
| 2019 | Чемпионат 2019 года | 25—27 апреля 2019 года      | Кейптаун      | ЮАР        |
| 2020 | Чемпионат 2020 года | 16—19 апреля 2020 года      | Касабланка    | Марокко    |
| 2021 | Чемпионат 2021 года | 20—22 мая 2021 года         | Дакар         | Сенегал    |
| 2022 | Чемпионат 2022 года | 26—29 мая 2022 года         | Оран          | Алжир      |